# Douglas Reith
Douglas Reith, né le 16 juillet 1953 à Melton en Angleterre, est un acteur et professeur britannique. Il est surtout connu pour son rôle de Lord Merton qu'il a joué pendant trois ans dans la série télévisée Downton Abbey (2010-2015).

## Biographie
Douglas Reith, né à Melton dans le Suffolk, étudie le théâtre à la Webber Douglas Academy of Dramatic Art à Londres. Il commence à jouer à la fin des années 1970, en commençant par une apparition dans le film Sarah (International Velvet), sorti en 1978, aux côtés de Tatum O'Neal et Christopher Plummer.
Il travaille comme annonceur et présentateur sur BBC Radio 3 pendant cinq ans avant de partir étudier Greats à Christ Church (Oxford) pendant quatre ans à partir de 1989. Avant de reprendre sa carrière d'acteur, il travaille comme enseignant, y compris à la Westminster School.
Dans les années 1990, il joue dans The Prince and the Pauper, une mini-série de Julian Fellowes basée sur le livre de Mark Twain. Il apparait également dans les séries Agatha Raisin et Hercule Poirot d'après Agatha Christie.
En 2012, Douglas Reith rejoint le casting de Downton Abbey en tant que Lord Merton. Aux côtés des autres acteurs de la série, il est nommé pour le Screen Actors Guild Award pour Performance exceptionnelle d'un ensemble dans une série dramatique lors des 23e Screen Actors Guild Awards. Il reprend le rôle dans les films Downton Abbey sorti en 2019, et Downton Abbey 2 : Une nouvelle ère sorti en 2022,. En 2017, Douglas Reith est choisi pour le remake de Dumbo (2019), réalisé par Tim Burton. En 2019, il joue dans SAS: Red Notice, un film sorti en 2021.
Douglas Reith joue également le rôle de l'amiral Henry Leach dans un épisode de la série The Crown diffusé en 2020 sur Netflix.

## Filmographie

### Cinéma
- 1978 : Sarah : Howard
- 1998 : Bloodlines: Legacy of a Lord : Dominic Elwes
- 2006 : The Queen : Lord Airlie
- 2011 : W.E. : Lord Brownlow
- 2012 : Tezz : le ministre du chemin de fer
- 2013 : Rush : le présentateur de la cérémonie de remise de prix
- 2015 : Les Profs 2 : le chef de la sécurité britannique
- 2017 : 55 Steps de Bille August : juge Raymonf
- 2019: Dumbo de Tim Burton : Monsieur Sotheby
- 2019 : Downton Abbey de Michael Engler : Lord Merton
- 2022 : Downton Abbey 2 : Une nouvelle ère de Simon Curtis : Lord Merton
- 2025 : Downton Abbey 3 de Simon Curtis : Lord Merton

### Télévision
- 1978 : Angels : Simon Lloyd-Smith (1 épisode)
- 1979 : Rumpole of the Bailey : Sergent Downs (1 épisode)
- 1980 : Minder : Bellars (1 épisode)
- 1980 : BBC2 Playhouse : Fitzgeorge (1 épisode)
- 1983 : The Nation's Health : Dr Lawson (1 épisode)
- 1983 : An Englishman Abroad : Toby
- 1984 : Amy : Jimmy Martin
- 1984 : Cold Warrior : Ferris (1 épisode)
- 1985 : Juliet Bravo : Dr Benson (1 épisode)
- 1996 : The Prince and the Pauper : Chamberlain (5 épisodes)
- 1999 : Les Nouveaux Professionnels : le journaliste (1 épisode)
- 2002 : Get Carman: The Trials of George Carman QC
- 2003 : Lady Jane : le courtier royal
- 2004 : When Hitler Invaded Britain : le journaliste de la BBC
- 2005 : Rose and Maloney : Sir Andrew Ross (1 épisode)
- 2005 : Elizabeth I : le juge (2 épisodes)
- 2005 : The Queen's Sister : Horace Featherstonehaugh
- 2005 : Hercule Poirot : Serge Mureau (1 épisode)
- 2006 : Ancient Rome: The Rise and Fall of an Empire : Metellus (1 épisode)
- 2008 : The Bill : Clifford Peers (1 épisode)
- 2009 : Enid : l'interviewer de la BBC
- 2012-2015 : Downton Abbey : Lord Merton
- 2017 : Fearless : Justice Angus Hill

2020 : the Crown : saison 4 épisode 4: un amiral

### Théâtre
- Whose Life Is It Anyway ? (No 1 Tour)
- My Fat Friend (Churchill Theatre Bromley)
- Winslow Boy (Little Theatre Sheringham)
- Night Must Fall (Little Theatre Sheringham)

### Vie privée
Douglas Reith, qui parle couramment le français, s'est installé avec sa femme près de Saint-Omer dans l'Audomarois (Pas-de-Calais), après avoir vécu une dizaine d'années en Touraine.